# Antonino Trizzino
Antonino Trizzino (Bivona, 27 maggio 1899 – 1973) è stato un giornalista e militare italiano, ufficiale della Regia Aeronautica fino al 1941, quando le sue intemperanze comportamentali gli costarono l'espulsione dalle forze armate. 
Successivamente si dedicò all'attività di giornalista e scrittore di libri critici e accusatori di carattere militare, dove cercava di spiegare i perché della disastrosa condotta della marina e dell'aeronautica italiane durante la seconda guerra mondiale, attività che gli costò diversi processi per diffamazione.

## Biografia
Nel 1920, a causa della prematura morte del padre, Trizzino interruppe gli studi di Ingegneria a Palermo e si arruolò nella Regia Aeronautica. Cinque anni dopo prese parte alla prima crociera aerea del Mar Mediterraneo e venne destinato ai reparti idrovolanti, dove conseguì il grado di maggiore, diventando ufficiale pilota. La sua carriera però venne ben presto segnata da due ammaraggi, il secondo dei quali quasi mortale, in seguito al quale riportò ben trenta fratture. Dopo una lunghissima degenza, nonostante il parere sfavorevole dei medici decise di tornare a pilotare, e andando contro gli ordini, decise con uno stratagemma di far sbarcare da un idrovolante un ufficiale di grado inferiore, per mettervisi ai comandi e dimostrare le ancora intatte capacità psicofisiche.
Ciò gli procurerà molti problemi disciplinari, ma alla fine venne reintegrato in servizio. Successivamente gli fu completamente preclusa la possibilità di tornare a volare per l'aeronautica in qualità di pilota e, nel tentativo di far fruttare l'esperienza militare acquisita, decise di cimentarsi nel campo del giornalismo di argomento politico e militare. Nel 1936 pubblicò il suo primo saggio, intitolato L'aviazione italiana nel Mediterraneo e in Africa orientale e parallelamente brevettò un dispositivo per il lancio da alta quota di siluri da aereo. L'entusiasmo di Trizzino venne presto disatteso da una controversia che lo contrappone al ministero dell'Aeronautica, che sostenne di avere la proprietà intellettuale del progetto e che Trizzino era solo l'incaricato di sorvegliare gli esperimenti presso il silurificio di Fiume.
In data 5 marzo 1941 Trizzino subì il primo dei due Consigli di disciplina da parte dell'aeronautica per questioni di carattere morale, venendo degradato già al termine del primo Consiglio e quindi posto in congedo d'autorità anche a causa di numerose passate intemperanze personali che non deponevano a suo favore; questo fu solo l'inizio di una serie di vicissitudini giudiziarie che coinvolsero Trizzino da civile, il quale dopo aver chiuso malamente la parentesi militare della sua vita, decise di impegnarsi completamente nel giornalismo, manifestando sempre più chiaramente il suo favore nei confronti del fascismo. Durante la seconda guerra mondiale divenne giornalista e critico militare su diversi quotidiani, fra i quali Il Tevere, Il Tempo e il giornale fascista La difesa della razza.
Dopo  la caduta del regime si avvicinò agli ambienti del separatismo siciliano scrivendo il libro Che vuole la Sicilia? e di lì a poco sposò quelle idee pubblicando il volumetto Vento del Sud, con la prefazione di Andrea Finocchiaro Aprile.

### Attività letteraria
Dalla primavera del 1946 la firma di Trizzino apparve sul quotidiano romano, Il Minuto e pubblica un libro-inchiesta dal titolo La verità sull'Ovra, dove alle vicende narrate venivano affiancati gli aspetti operativi e istituzionali dell'apparato informativo e repressivo del regime fascista e l'identificazione dei maggiori fiduciari dell'organizzazione. Ma il primo libro in cui Trizzino affiancò la sua attività di pubblicista alle questioni politiche e militari, fu Navi e poltrone, edito nel 1952 da Longanesi, che cercò di dare una risposta ai molti interrogativi dell'epoca sugli inspiegabili rovesci subiti dalla marina italiana durante il secondo conflitto mondiale. Subito dopo la pubblicazione del libro Trizzino venne denunciato sia dal Ministero della difesa per vilipendio, sia dagli ammiragli Bruno Brivonesi, Gino Pavesi e Priamo Leonardi per diffamazione.
Durante il dibattimento fu evidenziato come il libro fosse pieno di errori grossolani e il 5 dicembre 1953 Trizzino venne dichiarato colpevole e condannato a quattro anni e due mesi di reclusione. Successivamente fu assolto in appello presso la Corte di Milano nel 1954, la quale riconobbe la sua buona fede nel tentativo di chiarire alcune pagine della storia militare nazionale e perché secondo la legge l'accusa di una parte della marina (nello specifico Supermarina) di incompetenza e tradimento non costituiva reato. In Navi e poltrone alcuni ammiragli vennero esplicitamente accusati di codardia, ma ancor più gravi furono le accuse di spionaggio e tradimento dirette da Trizzino agli ammiragli sopracitati. L'autore nel volume non poté fornire documenti e individuare precise responsabilità, ma era altamente convinto che soltanto informazioni provenienti direttamente Supermarina abbiano consentito agli inglesi di mettere a segno alcune delle loro operazioni più brillanti, affiancando a questo anche l'ipotesi di tradimento, l'unico modo secondo Trizzino che avrebbe consentito di spiegare la passività e la lentezza della nostra flotta in circostanze in cui un rapido intervento avrebbe potuto contrastare efficacemente i piani del nemico.
La prova indiretta, sempre secondo Trizzino, fu il libro dell'ammiraglio Francesco Maugeri, capo dell'Ufficio informazioni, in cui si legge la frase: «L'inverno del 1942-43 trovò molti di noi, che speravano in una Italia libera di fronte a questa dura, amara, dolorosa verità: non ci saremmo potuti liberare delle nostre catene se l'Asse fosse stata vittoriosa. (...) Più uno amava il proprio Paese, più doveva pregare per la sua sconfitta sul campo di battaglia» e dal fatto che Maugeri era stato decorato dagli americani il 4 luglio 1948 per «i servizi resi al governo degli Stati Uniti in qualità di capo del Servizio informazioni navali come comandante della base navale di La Spezia e in qualità di capo di Stato Maggiore della Marina durante e dopo la seconda guerra mondiale». Maugeri, dipinto come traditore da Trizzino e denigrato dal giornale neofascista Asso di bastoni, denunciò l'autore di Navi e poltrone trovando la vittoria in primo grado, ma al processo di appello Trizzino si presentò con un voluminoso dossier con all'interno stralci del fantomatico Carteggio Churchill-Mussolini che avrebbero confermato la colpa di Maugeri nella consegna di Pantelleria agli inglesi in concerto con l'ammiraglio Pavesi. Durante l'appello Trizzino venne prosciolto, ma la storiografia ha successivamente dimostrato che Trizzino, coadiuvato da Enrico De Toma (ex appartenente alla 1ª Brigata Nera mobile «Italo Barattini») e appoggiato dal giornale vicino agli ambienti di destra Il Meridiano d'Italia, avrebbe utilizzato documenti falsi e creati ad hoc per diffamare Maugeri.
Già nel 1948 il giornale Asso di bastoni aveva accusato Maugeri di «tradimento per scopi di lucro» e già nel 1950 giudici della Procura Militare ristabilirono anche la verità riguardo l'onorificenza: Maugeri era rimasto capo dei SIS e nell'incarico di comandante della base di La Spezia per ordine dei suoi superiori anche dopo l'8 settembre, riuscendo a fornire informazioni preziose nel campo militare e politico agli Alleati che combattevano contro i nazifascisti e al legittimo Regno del Sud. Nel novembre 1950, mentre fioccavano le interpellanze parlamentari di esponenti della destra contro Maugeri, i giudici della Procura Militare dichiararono «non doversi promuovere alcuna azione nei confronti di Maugeri per mancanza di ogni elemento di prova in ordine dei fatti». Decisiva fu la testimonianza dell'ammiraglio Sansonetti: «Tutte le volte in cui lo spostamento di unità navali era a conoscenza soltanto di pochi e alti ufficiali compreso il SIS, esso rimaneva perfettamente segreto» intuendo così che se ci fosse stata realmente una penetrazione nemica all'interno dei segreti della Marina, questo era avvenuto per fattori esterni all'arma. Tuttavia poiché continuava il silenzio degli inglesi sul dispositivo Ultra, per anni in Italia la tesi del presunto tradimento della Marina ebbe seguaci, rinfocolati nel 1952 dallo stesso Trizzino, che nel suo libro continuò ad accusare Maugeri nonostante la sentenza di due anni prima.
Al popolarissimo Navi e poltrone seguì poi Settembre nero, sempre di Longanesi, in cui venne narrato l'episodio dell'affondamento della corazzata Roma e della morte dell'ammiraglio Carlo Bergamini. Questi due testi verranno pubblicati assieme in Germania nel 1957 col titolo La flotta tradita. Tragedia dei combattenti d'Africa, mentre tra il 1959 e il 1962 vennero pubblicati sempre dalla stessa casa editrice: Gli amici dei nemici, incentrato sulla campagna del Nordafrica, e Sopra di noi l'oceano, riguardante le vicissitudini dei sommergibilisti italiani nell'Atlantico e le indagini sul caso del comandante Enzo Grossi. Quest'ultimo durante la guerra ottenne due medaglie d'oro al valor militare per i presunti affondamenti di due corazzate statunitensi, ma durante un processo a suo carico svolto dalla marina nel 1950, la commissione d’inchiesta lo accusò di essere un millantatore e stando l'assenza di conferme fattuali della distruzione di qualsiasi genere di naviglio militare, nel 1952 con Decreto del Presidente della Repubblica gli furono revocate sia le due decorazioni a lui concesse sia le promozioni conseguentemente ottenute, degradandolo ed estromettendolo dai ruoli.
Nel suo libro Trizzino riscontrava errori come l'aver ignorato i fusi orari degli affondamenti di Grossi e insinuava che la commissione avesse deciso in base a preconcetti politici (Grossi aveva aderito alla Repubblica Sociale Italiana), accusando gli ammiragli Francesco Maugeri, Gino Pavesi e Priamo Leonardi, presenti anche tra i membri della commissione, di simpatie ed intelligenza con il nemico. Venne quindi nominata una seconda Commissione d'inchiesta sul caso, che corresse alcune imprecisioni sostenute nel corso della prima inchiesta, arrivando al riconoscimento della buona fede di Grossi (senza tuttavia reintegrarlo nei ruoli) ma appurando che vennero effettivamente condotti due attacchi, non a corazzate ma alla corvetta Petunia e all'incrociatore Milwaukee, senza che nessuna di esse venisse affondata, confermando la revoca delle medaglie. Tra le ultime sue pubblicazioni, il volume del 1968 Mussolini ultimo e Traditori in divisa.

### Tesi smentite
Con le sue opere fortemente critiche e accusatorie, Trizzino e il suo Navi e poltrone, divenne nel dopoguerra il «portabandiera» della tesi del tradimento della Marina a favore del nemico britannico, accusando di questo i vertici della Marina e trovando per questo ampi consensi tra gli ambienti neofascisti di cui Trizzino faceva parte. Con la retorica del tradimento, non suffragata da fonti o documenti, Trizzino tentò di dare una spiegazione alle principali disfatte durante la guerra nel Mediterraneo, dando inizio ad un processo di diffamazione degli alti comandi della Marina, che riempì le cronache in Italia a cavallo degli anni '50 e che gli costò un processo intentatogli dal ministro della Difesa Pacciardi e da diversi ammiragli nel 1953. In primo grado Trizzino fu condannato a due anni e quattro mesi di reclusione per vilipendio della forza armata e diffamazione continuata nei confronti degli ammiragli Bruno Brivonesi, Gino Pavesi e Priamo Leonardi. L'anno successivo, in appello Trizzino venne assolto dalla sola accusa di vilipendio perché gli venne riconosciuta la buona fede nell'esposizione delle sue tesi, ma ciò non fece altro che consolidare la leggenda del tradimento utilizzata dalla pubblicistica revisionista che in questo modo poteva omettere i problemi complessi connessi alla condotta della guerra nel Mediterraneo. 
Naturalmente, trattandosi di fatti tragici e sconvolgenti, la tesi del tradimento di Trizzino trovò terreno fertile nell'opinione pubblica sia per motivi ideologici (trovò diversi sostenitori negli ambienti neofascisti impegnati nell'evidenziare colpe esterne al regime) sia perché i dubbi e le perplessità riguardanti i tragici fatti erano alimentati da una cronica mancanza di notizie, documenti e informazioni ancora chiuse negli archivi o addirittura scomparse.
Questa critica negativa, secondo lo storico Giorgio Giorgerini, non ha portato ad una corretta analisi degli eventi e ad un equilibrato giudizio sulla condotta delle operazioni navali nel Mediterraneo, ma servì solo a spargere nell'opinione pubblica «un'idea sfavorevole e non obiettiva di ciò che aveva fatto la Marina italiana in guerra» (idea che venne amplificata e distorta anche dai mass media grazie all'eccessivo clamore dato alle vicende giudiziarie di Trizzino), che ancora oggi è difficile da rimuovere, pur in presenza di nuove ricerche storiografiche ormai note da decenni che smentiscono inequivocabilmente la tesi del tradimento. Dagli anni Settanta la progressiva apertura degli archivi italiani e stranieri e l'interesse degli storici nella ricerca di una valutazione storica sempre più equilibrata scevra dalle "passioni" del dopoguerra, diede un nuovo impulso alla storiografia.
Uno dei protagonisti di questo "giro di boa" fu lo storico Alberto Santoni che grazie alla ricerca d'archivio e al suo studio sui sistemi di intercettazione nella seconda guerra mondiale, permise di rivedere dinamiche, eventi, risultati e relativi giudizi. Nel suo Il vero traditore, Santoni smentisce la tesi di presunti traditori nei ranghi della Regia Marina e rivela all'opinione pubblica che i britannici fin dai primi mesi della guerra usavano il sistema Ultra per decrittare i messaggi segreti e le comunicazioni tedesche e italiane criptate con la macchina tedesca Enigma, su cui i comandi dell'Asse avevano assoluta fiducia, mettendo così in luce anche la debolezza dei sistemi crittografici italiani ritenuti fino a quell'epoca inviolabili. In questo modo le unità navali nemiche venivano a conoscenza in anticipo degli ordini e delle intenzioni della flotta italiana, traendo così vantaggio determinante sull'esito del conflitto, vantaggio che veniva peraltro ben tenuto nascosto dai britannici con l'utilizzo di mascheramenti tesi a far credere nella casualità, come la comparsa di ricognitori in luoghi precisi e in momenti adatti. Dopo la vittoriosa battaglia di Capo Matapan nel 1941 lo stesso ammiraglio Andrew Cunningham inviò un messaggio di congratulazioni ad Alfred Dillwyn "Dilly" Knox, il capo crittografo a Bletchley Park e al suo staff, che in quella sede decifravano i messaggi tedeschi criptati a mezzo di Enigma.
Agli studi di Santoni seguirono le pubblicazioni di Riccardo Nassigh Guerra negli Abissi e Operazione Mezzo Agosto, di Giorgerini La battaglia dei convogli in Mediterraneo e il libro scritto in collaborazione tra Santoni e Francesco Mattesini La partecipazione tedesca alla guerra aeronavale nel Mediterraneo del 1980. Questi volumi hanno quindi dato nuovo impulso allo studio critico della guerra marittima e aperto la strada a valutazioni più obiettive e spassionate della storiografia navale italiana, screditando definitivamente le varie ipotesi di tradimento supposte da Trizzino. Inoltre fin dall'inizio della guerra gli stati maggiori e i vertici del partito erano a conoscenza del fatto che l'arma marittima italiana era impreparata ad un conflitto e che tuttalpiù avrebbe potuto condurre una guerra in appoggio ad una grande potenza marittima, per cui secondo Giorgio Bocca le conclusioni di Trizzino non furono altro che semplificazioni banali e calunniose intese a nascondere i gravi problemi di fondo della Marina italiana durante il conflitto.
Sempre secondo Bocca, la marina combatté al meglio delle proprie possibilità, sacrificandosi e rimanendo fedele alla nazione e ai suoi doveri, «e se fino all'ultimo le resterà quel complesso d'inferiorità e ammirazione per quella inglese, è perché possiede una coscienza professionale migliore, perché, tutto sommato, conosce i suoi limiti». Durante la guerra nel Mediterraneo la flotta italiana si dissanguò nel disperato tentativo di mantenere attive le linee di comunicazione con il Nordafrica e, anche se perse la guerra, le sue unità maggiori vennero consegnate agli Alleati intatte. Secondo lo storico James J. Sadkovich, il fatto che i britannici imposero la resa della flotta italiana quale condizione imprescindibile per l'armistizio, ne testimonia in modo eloquente l'importanza. La Regia Marina pagò il suo enorme tributo soprattutto per mano degli aerei, delle mine e dei sommergibili più che per la flotta britannica, la quale nonostante mantenne il controllo del Mediterraneo e colpì duramente la flotta italiana, non riuscì ad annientarla del tutto, né ad interrompere le linee di rifornimento prima del 1943, a riprova di come la marina italiana diede prova di enorme dedizione nel tentativo di tenere aperte le linee di rifornimento africane e balcaniche, nonostante le forti perdite. Sempre secondo Sadkovich: «è giunto il momento di abbandonare l'idea che la marina fosse paralizzata da un comando incompetente e minata da pecche caratteriali [...] giacché è manifesto che la sconfitta dell'Italia fu determinata dalla compromissione dei cifrari, dalla mancanza di carburante e da un'inadeguata capacità industriale».

### Procedimenti giudiziari
- Trizzino fu citato in giudizio più volte. Una causa gli fu intentata dal Ministero della Difesa a causa del libro Navi e poltrone (Milano, Longanesi, 1952) in quanto secondo il querelante fortemente lesivo della reputazione della Marina ed in particolare degli ammiragli Bruno Brivonesi (per l'affondamento del convoglio Duisburg, 9 novembre 1941), Gino Pavesi (per la resa di Pantelleria, 11 giugno 1943), Priamo Leonardi (per la resa di Augusta, 12 luglio 1943), Francesco Maugeri Capo del SIS dal 1942 alla fine della guerra (per intelligenza con il nemico). Trizzino fu condannato in I Grado a due anni e quattro mesi di reclusione, oltre al risarcimento del danno per gli ammiragli querelanti (Corte di Assise di Milano - Sentenza del 5 dicembre 1953) e assolto in Appello con un verdetto che riconosceva la sua buona fede e il suo desiderio di fare chiarezza su alcune pagine della storia nazionale (Corte di Assise di Appello di Milano - Sentenza del 22 ottobre 1954)[4].

- In una lettera datata 2 marzo 1960, indirizzata al Procuratore Generale Militare, Trizzino accusò l'ammiraglio Domenico Cavagnari (Capo di Stato Maggiore dal 1934 al 1940), l'ammiraglio Arturo Riccardi (capo di Stato Maggiore dal 1940 al 1943), l'ammiraglio Raffaele de Courten (Capo di Stato Maggiore dal 1943 al 1946). Questo si concluse con il Decreto di non doversi promuovere azione penale pronunciato il 6 marzo 1961 dal Giudice Istruttore Militare Designato in ordine ai fatti denunciati da Antonino Trizzino a carico degli Ammiragli Cavagnari Domenico, Riccardi Arturo e De Courten Raffaele.

- In un altro caso, per via della prefazione al libro Il canadese tranquillo di H. Montgomery Hyde (Milano, Longanesi, 1964), Trizzino venne condannato dal Tribunale Penale di Milano, e nei successivi gradi di giudizio, per aver diffamato l'ammiraglio Alberto Lais capo del SIS dal 1938 al 1940[17][1].

Fatto poco noto, se nel libro Navi e poltrone Trizzino accusa di tradimento i vertici romani della Regia Marina, nella prefazione al Il canadese tranquillo, è l'addetto navale a Washington che tradisce fornendo i codici segreti al nemico. Trizzino, implicitamente, sconfessa la sua stessa spiegazione data nel libro Navi e poltrone. Le sentenze che mostrano il cambio di versione si possono leggere a questo indirizzo.

## Pubblicazioni
- « Rivolte e sedizioni degli ebrei nell'impero romano », La difesa della razza, 20 marzo 1939
- L'aviazione italiana nel mediterraneo e in Africa Orientale, Roma, Nuova Europa, 1936.
- Verità e menzogna sulla spedizione in Albania, Roma, Tumminelli, 1940.
- Che vuole la Sicilia?, Roma, STEI, 1945.
- Vento del sud, con introduzione di Andrea Finocchiaro Aprile, Roma, Editrice Faro, 1945.
- Navi e poltrone, Milano, Longanesi, 1952.
- Settembre nero, Milano, Longanesi, 1956.
- Gli amici dei nemici, Milano, Longanesi, 1959.
- Sopra di noi l'oceano, seconda edizione, Milano, Longanesi, 1962.
- Mussolini ultimo, Milano, Bietti, 1968.
- Le giovani aquile. Storia dell'asso della caccia Franco Lucchini, Milano, Longanesi, 1972.
- Traditori in divisa. Gli sconvolgenti documenti segreti che nessuno doveva conoscere, Milano, Bietti, 1974.